# Élections générales britanniques de 1847
Les élections générales britanniques de 1847 se sont déroulées du 29 juillet au 26 août 1847. Ces élections sont remportées par le Parti conservateur.

## Résultats
| Parti | Parti                 | Candidats | Candidats | Votes   | Votes | Votes |
| Parti | Parti                 | Élus      | +/-       | Nombre  | %     | +/-   |
| ----- | --------------------- | --------- | --------- | ------- | ----- | ----- |
|       | Parti whig            | 292       | +21       | 259 311 | 53,8  | +6,9  |
|       | Parti conservateur    | 325       | -42       | 205 481 | 42,7  | -8,2  |
|       | Abrogation irlandaise | 36        | +16       | 14 128  | 2,9   | +1    |
|       | Chartiste             | 1         | +1        | 2 848   | 0,6   | 0     |
|       | Autres                | 2         | +2        | 661     | 0,1   | N/A   |
| Total | Total                 | 656       | =         | 482 429 | 100   | =     |